# 趙不璺
參數所指定的目標頁面不存在，建議更正成存在頁面或直接建立下列一個頁面（建立前請先搜尋是否有合適的存在頁面可以取代）：
- 安国公

安國公趙不璺（1122年12月24日—1207年），祖籍涿郡（今河北省保定市清苑縣）人，宋朝宗室、趙士𠢳第三子，第十八代嗣濮王。

## 生平
趙不璺在宣和四年（1122年）出生，紹興四年（1134年）天申節獲赐名，授補保義郎，後來升為武經大夫。
慶元六年四月二十（1200年6月7日），趙不璺以最年長的濮王宗室襲封嗣濮王，授「皇叔祖」稱號、任利州觀察使，同年九月宋寧宗命他祭祀宗庙。
开禧三年六月（1207年），趙不璺转職宁远军承宣使、提举佑神观，次月趙不儔襲封嗣濮王，估計他在此時去世，贈官開府儀同三司，追封安國公。

## 家族

### 子女
- 趙善輶[11]
- 趙善澬[11]

## 備註
1. ↑  《宋會要輯稿》作庆元六年七月[6]。